# فولکس‌واگن جتا
فولکس واگن جتا (به آلمانی: Volkswagen Jetta) یک خودروی کامپکت است که توسط خودروساز آلمانی فولکس واگن از ۱۹۷۹ تولید می‌شود. این خودرو که برای ارائهٔ مدل سدان در کنار گلف که هاچ بک است، به بازار عرضه شد تا به حال شش نسل را پشت سر گذاشته است: آتلانتیک، فاکس، سیتی جتا، جتا سیتی، جی ال آی، جتا، کلاسیکو و سگیتر.